# Dale Mortensen
Dale Thomas Mortensen (født 2. februar 1939, død 9. januar 2014) var en amerikansk økonom. Han fik sin økonomiske grunduddannelse ved Willamette University og opnåede ph.d.-graden i økonomi ved Carnegie Mellon University. Han var ansat som videnskabelig medarbejder og professor ved Northwestern University fra 1965 til sin død.
Han gav banebrydende bidrag til besvarelse af spørgsmål knyttet til søgefriktioner i arbejdsmarkedet og modtog Nobelprisen i økonomi 2010 sammen med Peter Diamond og Christopher Pissarides.
Dale Mortensens far var danskfødt, og han gæstede siden begyndelsen af 1980'erne jævnligt Aarhus Universitet. Siden 2006 var han gæsteprofessor på det danske universitet, hvor han også opholdt sig, da nyheden om nobelprisen blev offentliggjort. Som en anerkendelse af sit arbejde fik Dale Mortensen i 2011 opkaldt en bygning på Aarhus Universitet efter sig.

## Bøger
- Dale T. Mortensen (2005),  Wage Dispersion: Why Are Similar Workers Paid Differently?, MIT Press. ISBN 0-262-63319-1